# Dammarie
Dammarie ist eine französische Gemeinde mit 1.500 Einwohnern (Stand: 1. Januar 2022) im Département Eure-et-Loir in der Region Centre-Val de Loire; sie gehört zum Arrondissement Chartres und zum Kanton Chartres-2.

## Geographie
Dammarie liegt etwa neun Kilometer südlich von Chartres. Umgeben wird Dammarie von den Nachbargemeinden Ver-lès-Chartres und Corancez im Norden, Berchères-les-Pierres im Nordosten, Theuville im Osten und Südosten, Boncé und Fresnay-le-Comte im Süden, La Bourdinière-Saint-Loup im Südwesten und Westen, Mignières im Westen sowie Thivars im Nordwesten.

## Demographie
| Jahr                       | 1962 | 1968 | 1975 | 1982 | 1990 | 1999 | 2006 | 2013 | 2020 |
| Einwohner                  | 832  | 793  | 928  | 1171 | 1333 | 1371 | 1501 | 1520 | 1499 |
| Quellen: Cassini und INSEE |      |      |      |      |      |      |      |      |      |

## Sehenswürdigkeiten

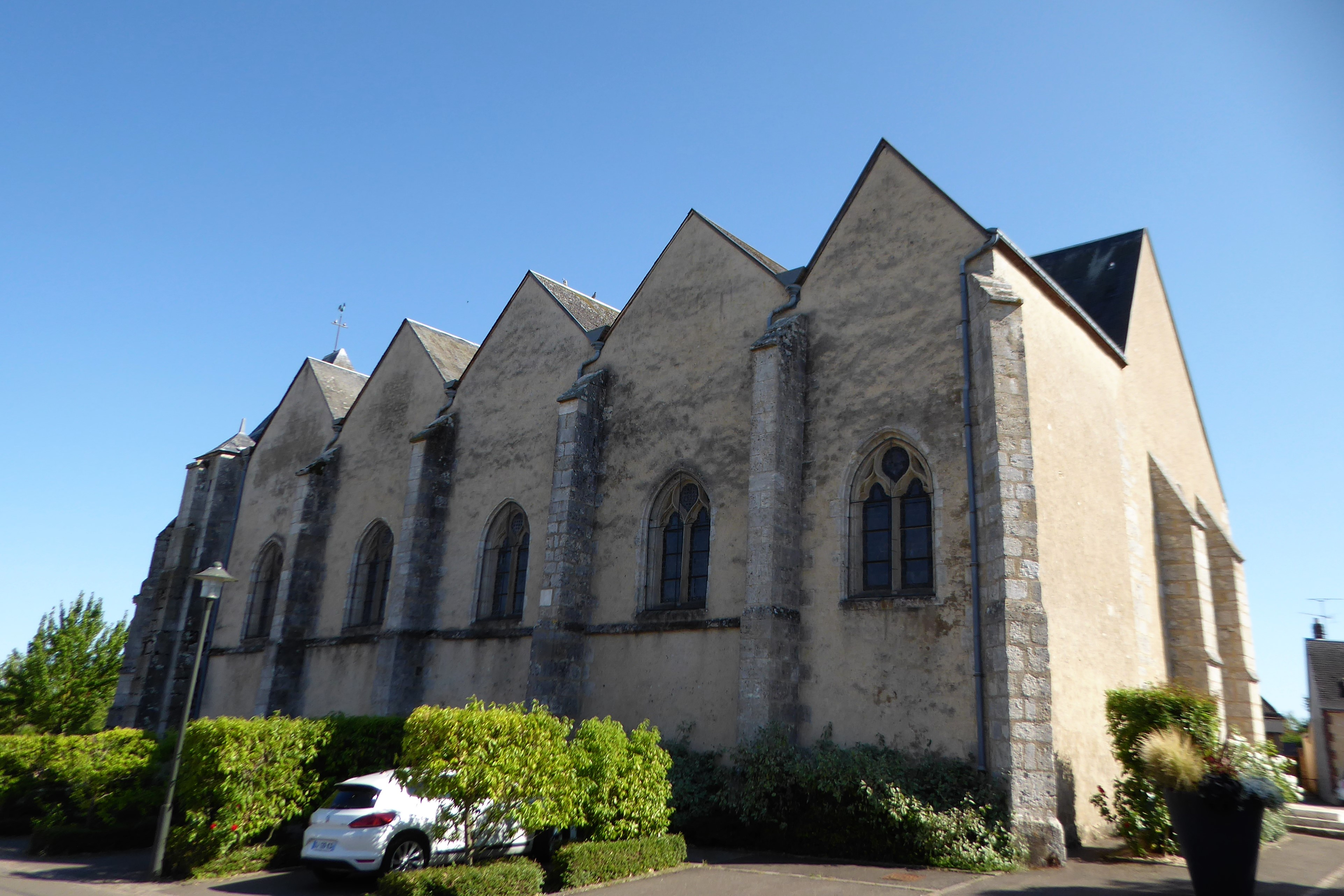
Kirche Notre-Dame

- Kirche Notre-Dame